# Stetsasonic
Stetsasonic var en hip hop-gruppe fra USA.

## Diskografi
- Blood sweat and no tears (1990)
- In full gear (Remaster) (2001)

| Musikgruppe | Spire Denne artikel om en amerikansk musikgruppe er en spire som bør udbygges. Du er velkommen til at hjælpe Wikipedia ved at udvide den. |